# Oljebrännare

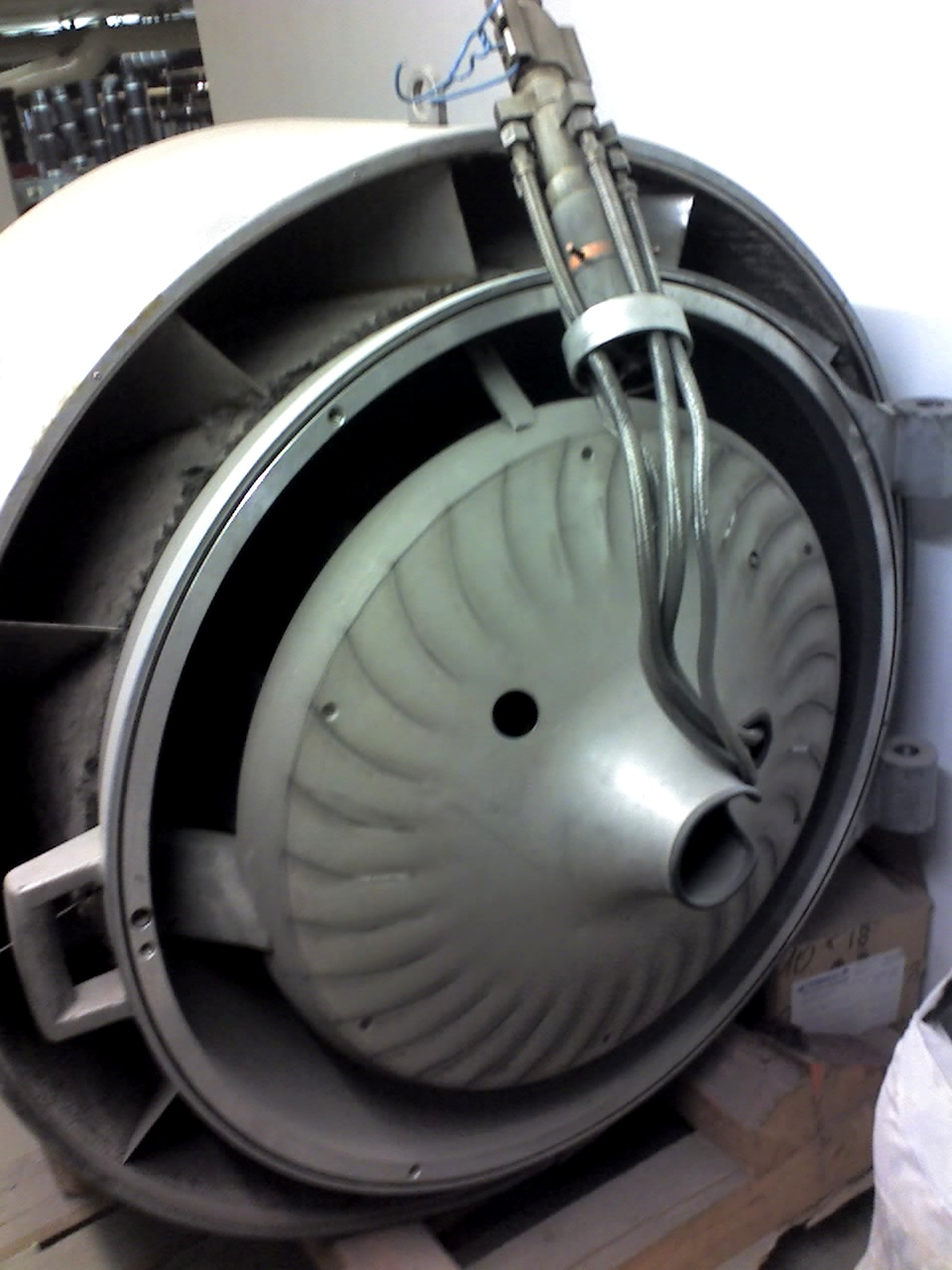
oljebrännare.

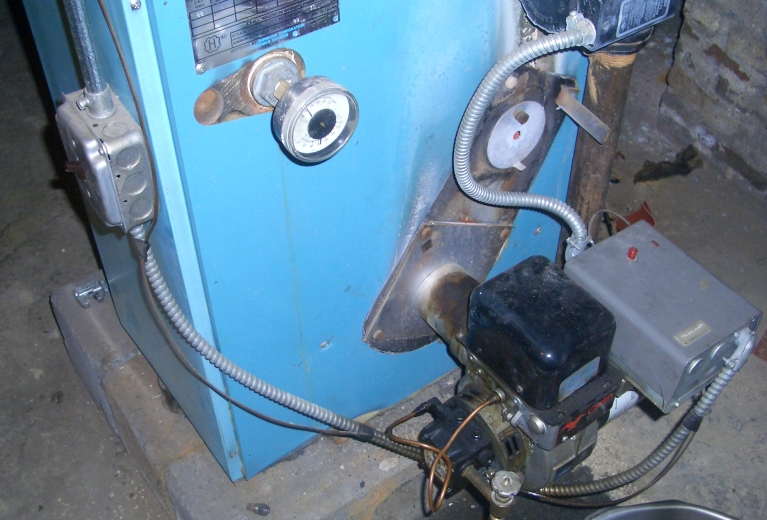
Amerikansk oljebrännare från 1970-talet.

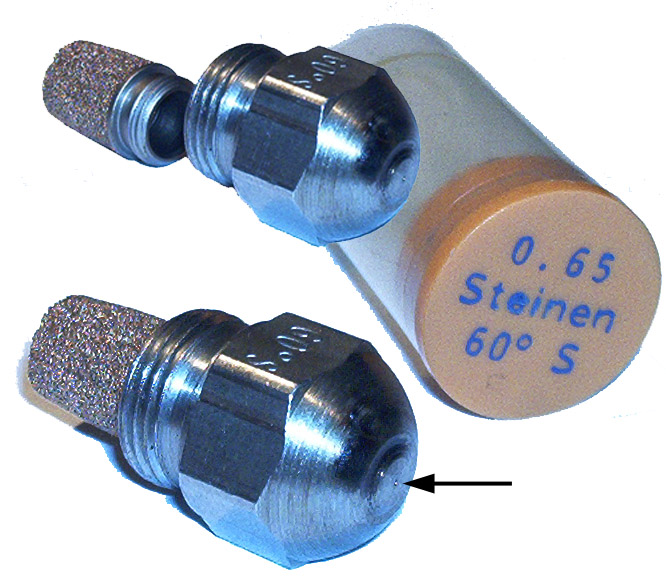
Använda munstycken till en oljebrännare.

En oljebrännare är en anordning för uppvärmning av byggnader eller liknande med hjälp av förbränning av olja. 

## Beståndsdelar
En oljebrännare består bland annat av följande delar:
- Luftspjäll
- Fläkthus (fläkthjul)
- Fotomotstånd
- Transformator
- Brännarrör
- Oljepump
- Oljeeldningsrelä
- Oljemunstycke
- Förvärmare

För att driva fläkt och oljepumpen används en enfas- eller trefasmotor. 

### Luftspjäll
Ett reglerbart luftspjäll är monterat före eller efter fläkten. Med detta ställs luftmängden in. Det självstängande spjället hindrar oönskad lufttillförsel genom brännaren när den inte är igång.

### Fläkt med fläkthus
Fläkten blåser in luft till brännaren för att möjliggöra en bra förbränning.

### Fotomotstånd
Övervakning av lågan sker med fotomotståndet (även kallad lågdetektorn), som ger signal om stopp till anläggningen om det inte bildas låga vid start eller om lågan slocknar under drift. Fotomotståndet sitter i anslutning till brännarröret. I vissa oljebrännare monteras en IR-detektor som läser det infraröda ljuset som bildas i den ljusa lågan.

### Transformator
Transformatorn kan även kallas tändtransformator och omvandlar nätspänningen till den högspänning som krävs för att skapa en kraftig gnista mellan tändelektroderna som antänder blandningen av olja och luft. Nätspänningen, ca 230 V, omvandlas här till en högspäning om ca 10 000-15 000 volt.

### Brännarrör
Brännarröret har en bromsskiva som ser till att luften sätts i rotation och pressas ut och blandas med oljedimman. Bromsskivan kan som regel justeras för att optimera förbränningen.

### Oljepump
Oljepumpen suger olja från tanken och transporterar tillbaka eventuellt överskott av olja till tanken. Den ska också hålla trycket stabilt fram till munstycket och öppna och stänga oljetillförseln snabbt för att minimera sotbildning. Oljepumpen innehåller en drevsats, justerbar tryckreglerventil, filter, magnetventil (eller klippventil) samt anordningar för avluftning, rörsystemval och mätning av övertryck och vakuum.

### Oljeeldningsrelä
Oljeeldningsreläet mottager och avger impulser från och till de andra enheterna i brännaren. Den sörjer för korrekt drift och stoppar brännaren om det uppstår något fel.

### Oljemunstycket
Munstycket finfördelar oljan till små oljedroppar (= ca 0,1 mm diameter). Munstyckets storlek anges i kg/h och l/h, men även i USgal/h vid 10 bars tryck. Spridningsmönster väljs efter panntillverkarens anvisning. Munstycket ska bytas regelbundet eftersom det slits och blir smutsigt. Det är viktigt att vid den årliga servicen genomföra en rökgasanalys för att se att oljebrännaren arbetar med en optimal förbränning.

### Förvärmare
Mellan oljepumpen och munstycket sitter förvärmaren som värmer oljan till ca +70 °C så att den blir tunnare och oljans viskositet blir lägre. Miljöoljorna har högre termisk tändpunkt så det krävs förvärmare för att oljan ska antändas.